# 树山村
树山村是隶属于中國江苏省苏州市虎丘區通安镇的一个行政村，農业以茶、杨梅和梨为主，其中茶1000多亩、杨梅2000多亩、梨1060亩，2000年左右树山村开始从种植水稻转变为种植梨，发展乡村旅游业，2008年开始每年定期举办“树山梨花文化旅游节”，2016年树山村成立中国首个村级双创中心，2020年接待游客93.5万人次，实现旅游收入1.46亿元，村民农副产品年总收入超5500万元，村集体年收入超900万元。

## 外部連結
- 苏州树山生态村 （页面存档备份，存于） （中文）（英文）（韓語）